# أليخاندرو مارتينيز
أليخاندرو مارتينيز (بالإسبانية: Alejandro Martínez)‏ هو مغني وممثل كولومبي، ولد في 1901 ببوغوتا في كولومبيا.

## أعمال

### أفلام
- (2006) ابق حيا
- (2013) وار
- (2014) أوتوماتا

## وصلات خارجية
- أليخاندرو مارتينيز على موقع IMDb (الإنجليزية)
- أليخاندرو مارتينيز على موقع قاعدة بيانات الفيلم (الإنجليزية)